# The Catman of Paris
The Catman of Paris (englisch für ‚Der Pariser Katzenmensch‘) ist ein in Schwarzweiß gedrehter US-amerikanischer Horrorfilm, der von Lesley Selander nach einem Drehbuch von  Sherman L. Lowe inszeniert wurde. Der Film wurde am 20. April 1946  von Republic Pictures veröffentlicht.

## Inhalt
Autor Charles Regnier kehrt 1896 nach Paris zurück. Er hat eine exotische Reise hinter sich. Außerdem schrieb er einen Bestseller, den das Justizministerium am liebsten verboten hätte.
In derselben Nacht wird ein Beamter nachts ermordet: Das Opfer wurde zerfleischt. Der Polizeipräfekt vermutet ein Monster hinter der Tat, eine Art Werkatze. Der Inspektor Severen halt jedoch nicht viel von der Theorie, er verdächtigt Regnier. Dieser selbst hat Halluzinationen und ist sich selbst nicht sicher, ob er nicht – unbewusst – hinter dem Mord stecke. Ein weiterer Mord geschieht und als Regniers Geliebte Marie Audet nachts durch den Park gejagt wird, kann die Polizei den Verfolger anschießen. Es  stellt sich heraus, dass es sich um einen Bekannten Regniers handelte, der durch Magie in der Lage war, sich in eine Werkatze zu verwandeln. Im Sterben gesteht er, dass er sich absichtlich in das Monster verwandelt habe – die Methode hatte er Regniers Buch entnommen –, um Rache an verschiedenen Personen zu üben.

## Kritik
Die Redakteure bei AllMovie vergaben dem Film nur einen von fünf Sternen. So nannte Hal Erickson ihn „stylish aber ohne Schwung“. Paul Gaita lobte dort zwar die Actionszenen, kritisierte jedoch die träge Handlung und vermisste Atmosphäre sowie Spannung.
Brett Gallman von Oh, the Horror! lobte den Film. Er habe aus seinem geringen Budget viel herausgeholt.